# Баламандски манастир
Баламандски Успенски манастир (арап. دير سيدة البلمند‎‎, или просто Баламанд) — православни ставропигијални мушки манастир Антиохијске патријаршије, 10 километара југо-источно од Триполија у Либану. Посвећен Успењу Богородице. Значајан центар религиозне мисли и православног богословља, у XX вијеку изабран за мјесто одвијања дијалога између православних и римокатолика.

## Историја
Најприје је на том мјесту у вријеме другог Крсташког похода, 1157. године, био основан цистерцитски манастир. Назив потиче от старофранцуског топонима Белмонт — „Прекрасна планина“. Комплекс здања изградили су монаси бернардинци у стилу особеном за  тај ред с елементима провансалске готике. Муслимани су га разрушили прије 1291. године, после чега се приближно три вијека налазио у развалинама.
Манастир је 1603. године обновио митрополит Триполијски Јоаким као православну обитељ и до средине XVII вијека био је један од најзначајнијих у Антиохијској Православној Цркви. Баламандски манастир стекао је славу великог центра православног богословља. Његова рукописна колекција арапско-хришћанских дјела сматра се једном од богатијих збирки те врсте.
Године 1832. архимандрит Атанасије (Касир) основао је прву школу за свештенослужитеље у тој обитељи. У току седам година овдје су се предавали арапски и грчки језик, црквена музика, догматско и пастирско богословље. Школа није дуго времена опстала зато што су се међу њеним зидовима школовали углавном Арапи, који су тамо стекли добро образовање, а грчки јерарси, имајући у то вријеме највишу власт у Антиохијској Цркви, нијесу жељели јачање арапских утицаја у хијерархији. Коначно, издјејствовано је њено затварање 1840. године. Њено обновљење збило се 1900. године и било је омогућено избором Арапина на Антиохијски патријаршијски пријесто 1899. године. Наставни програм устројен је по обрасцу руских духовних школа. Најбољи исписници школе продужавали су образовање у Русији
На почетку Првог свјетског рата, 1914. године, школа је поново била затворена, но помало је наставила своју дјелатност између два свјетска рата послије интронизације Патријарха Александра III (Тахана).
Године 1962. Патријарх Теодосије VI поставио је епископа Латакијског Игњатија (Хазиму) за управника школе. Ниво наставе се знатно побољшао, а студенти, чији се број удвостручио, по окончању обуке стицали су звање дипломца.
Године 1975, када је почео рат у Либану, Богословски институт је био пресељен у Солун. У току рата манастир је постао уточиште за многобројне избјеглице. Године 1978. именована је специјална Синодска комисија за надзор института. Институт је остао у иностранству до 1979. године, после чега је поново враћен у своју земљу.
Године 1988. у манастиру је основан Баламандски универзитет, који похађа приближно 1,5 хиљада студената.
Од 17. до 24. јуна 1993. године у манастиру је одржана седма пленарна сједница Мјешовите међународне комисије за богословски дијалог на којој је био потписан „Баламандски споразум“. Тема дискусије била је „Унијатство као метод уједињења у прошлости и садашњости у потрази за пуним општењем“,